# Гренландское море
Гренла́ндское мо́ре — окраинная часть Северного Ледовитого океана, расположенная между островами Гренландия, Исландия, Шпицберген, Медвежий и Ян-Майен.
Общая площадь моря составляет около 1 205 000 км², средняя глубина — 1444 м, наибольшая глубина — 5527 м.
Средняя температура воды летом — от 0 °C до +6 °C, зимой — от −2 °C до +1 °C. Солёность — 32—34 ‰ (обычно зимой выше, что обусловлено образованием на море пресного льда).

## География
Гренландское море ограничено на западе Гренландией, а на юге — Датским проливом и Исландией. На юго-востоке за островом Ян-Майен простирается огромное Норвежское море, продолжением которого можно считать Гренландское море. Через пролив Фрама на северо-востоке море разграничено архипелагом Шпицберген.
Дно Гренландского моря представляет собой впадину, ограниченную с юга подводным Гренландско-Исландским порогом, а с востока хребтом Мона и хребтом Книповича (части Срединно-Атлантического хребта). На западе дно поднимается сначала медленно, но затем быстро к широкой прибрежной полосе Гренландии. Ил заполняет подводные впадины и ущелья: илистые пески, гравий, валуны и другие продукты эрозии покрывают хребты.
Хотя самая глубокая точка внутри моря составляет 4846 м, глубины до 5570 м были измерены во впадине Моллой пролива Фрама, который соединяет море с Северным Ледовитым океаном. Ледяной покров Гренландии достигает моря в заливе Йокель.
Основные острова Гренландского моря включают архипелаг Шпицберген, Ян-Майен, а также прибрежные острова у берегов Новой Гренландии, такие как острова Ховгард, Элла, Годфред Хансен, Иль-де-Франс, Линн, Норске, и Шнаудер. Из них заселены только острова Шпицберген, а в Ян-Майене есть только временный военный персонал. После того, как Лига Наций передала Норвегии юрисдикцию над островом, в 1921 году Норвегия открыла там первую метеорологическую станцию, которая была предметом раздора между Германией и Соединенным Королевством во время Второй мировой войны. В настоящее время на острове работает несколько радио- и метеорологических станций.

## История
В то время как море известно тысячелетиями, первые научные исследования были проведены в 1876—1878 годах в рамках норвежской Североатлантической экспедиции. С тех пор многие страны, в основном Норвегия, Исландия и Россия направили научные экспедиции в этот район. Сложная система течения воды в Гренландском море была описана в 1909 году Фритьофом Нансеном.
Гренландское море было популярным местом охоты для китобойной промышленности в течение 300 лет, до 1911 года, главным образом в Шпицбергене. К этому моменту, когда-то богатая китовая популяция здесь была настолько истощена, что промышленность больше не была прибыльной. С тех пор оставшиеся в Гренландском море киты находятся под защитой, но популяция не показала каких-либо признаков значительного восстановления. С конца 1990-х годов биологи сообщают об увеличении численности местных гренландских китов, а в 2015 году арктические ученые обнаружили удивительное их обилие на небольшой территории. Эти результаты могут быть интерпретированы как ранний признак начала восстановления для этого конкретного вида, который когда-то сформировал самую большую популяцию китов в мире, по оценкам — 52 000 китов.
Инуиты охотились на китов в непромышленных масштабах в Гренландском море с XV века, о чём свидетельствуют данные археологии.
В 2017 году Гренландское море было впервые пересечено человеком в рамках гребной экспедиции Polar Row во главе с Фианом Полом.

## Гидрология и климат
Климат арктический и значительно варьируется на обширной морской территории. Температура воздуха колеблется между −49 °C вдоль побережья Гренландии зимой и 25 °C к югу от Шпицбергена летом. Средние значения составляют −10 °C на юге и −26 °C на севере в феврале, который является самым холодным месяцем. Соответствующие значения для самого теплого месяца, августа, составляют 5 °C на юге и 0 °C на севере. Лето очень короткое: количество дней в году, когда температура поднимается выше 0 °C, варьируется от 225 на севере до 334 на юге. Годовое количество осадков составляет 250 мм на севере и 500 мм на юге.
Северные ветры продолжаются весь год, охлаждая поверхностные воды и принося лед на юг. Средняя температура поверхностных вод составляет около −1 °C и ниже на севере и 1-2 °C на юге; соответствующие летние температуры составляют около 0 и 6 °C. Температура воды на юге ниже −1 °C. Соленость поверхностных вод составляет 3,30-3,45 % в восточной части и ниже 3,20 % в западной части, увеличиваясь до 3,49 % к дну. Вода зелёная. Приливы и отливы являются полудюжинными со средней высотой 4,4 м. Вместе с потоками воды они разрушают плавучие ледяные щиты и смешивают различные слои воды как по бокам, так и по глубине.
Весь поступающий в Гренландское море объём более холодной воды Северо-Атлантического течения погружается в Северном Ледовитом океане, чтобы потом вернуться на юг в виде холодного поверхностного Восточно-Гренландского течения, которое является важной частью Атлантического конвейерного пояса и проходит вдоль западной части моря. Вдоль восточной части протекает теплое течение Шпицбергена, часть Гольфстрима. Смешивание холодной опреснённой воды от таяния льда и теплого, соленого течения Шпицбергена может приводить к смешиванию вод, которое способствует циркуляции термохалина. Сочетание этих процессов создает морское течение в центральной части, которое направлено против часовой стрелки.
Из-за частых туманов, ветров и течений, которые постоянно транспортируют лед и айсберги через море на юг, в районе побережья Гренландии море имеет узкое окно для коммерческого судоходства — ледовый сезон начинается в октябре и заканчивается в августе. В море встречаются три типа плавучих льдов: арктический паковый лед толщиной до несколько метров, морской лед толщиной около метра и пресноводные айсберги. Восточная часть моря до северной оконечности Шпицбергена зимой не замерзает. Потому как широта этой точки обычно превышает 80 градусов, то эта часть моря является самой высокоширотной оконечностью мирового океана, которая свободна от льда на протяжении всего года.

## Фауна
В Гренландском море хорошо представлен планктон и бентос, благодаря чему оно обеспечивает питанием разнообразную морскую фауну. Млекопитающие в Гренландском море представлены несколькими видами китов (в первую очередь — гренландский кит и белуха) и гренландским тюленем.
Из промысловых рыб водится треска, сельдь, морской окунь (Sebastes marinus), чёрный палтус, камбала.